# Steven Tyler
Steven Tyler (Steven Victor Tallarico) (Yonkers, New York, 1948. március 26. –) amerikai zenész és dalszerző. Az Aerosmith énekeseként vált ismertté. Minden idők egyik legismertebb és legkarizmatikusabb rockénekese.
A 70-es évek végén és a 80-as évek elején nagy nyilvánosságot kapott súlyos alkohol- és drogproblémája, de 1986-tól sikeresen kigyógyult betegségéből, egészen 2009-ig, mikor is a fájdalomcsillapítók használata miatt újra visszaesett. Élete során több mint 2 millió dollárt költött drogokra.
A Rolling Stone magazin a 100 legjobb énekes listáján a 99. helyre sorolta. A Hit Parader pedig minden idők 100 legjobb metálénekesének listáján a 3. helyre sorolta.

## Felmenői
Nagyapja Giovanni Tallarico három testvérével az olaszországi Calabriából költöztek New Yorkba az 1800-as évek végén. Hivatásos zenészként kezdtek dolgozni, Giovanni 1900-ban már tanár volt a Connecticut állambeli Waterbury zeneiskolában. A Tallarico fivérek főként klasszikus darabokat játszottak: Wolfgang Amadeus Mozart-, Franz Schubert-műveket.
Giovanni 1912-ben feleségül vette Constance Neidhart zongoristát. Neidhart oktatással is foglalkozott, többek között Cy Coleman is hozzá járt tanulni, aki később a Broadway híres zeneszerzője lett. Az 1950-es években két fiatal is járt hozzá Ferrante és Teicher, akik később az Exodus és más híres filmek zenéjét komponálták meg.
1922-ben a Sunapee-tónál jutottak házhoz. Édesapja Victor Tallarico már kisfiúként zongorázni tanult. Szalonzenekarokban játszott, és középiskolai zenetanárként dolgozott. Victor a hadseregben ismerkedett meg Susan Blanchával, aki titkárnőként dolgozott. A háború után összeházasodtak és a harlemi Apollo Theatre-től nem messze telepedtek le. 1948-ban született meg Steven Tallarico nevű fiuk.

## Gyerekkor
Apja zongorája alatt nőtt fel, mindig a hatalmas Steinway alatt kucorgott, míg apja Debussy-, Chopin- és Liszt Ferenc-műveket játszott. Innen eredeztethetőek első zenei hatásai.
Négyéves korában a család egy bronxi lakásba költözött, Stevent pedig beíratták iskolába. Rövidesen ismét elköltöztek, ezúttal Yonkersben, a Bronxtól északra fekvő megyében vettek házat. Steven a Walt Whitman, majd a Roosevelt iskolákba járt.
Rövidesen még a Beatles felbukkanása előtt megnövesztette a haját, és elkezdett lógni az iskolából. Egy ilyen lógás alkalmával ismerkedett meg Ray Tabano-val, aki segítette zenei karrierjét.

## Korai évek
Steven 1960-ban egy kis dobgépre tett szert, melyen mindenféle stílusokat és ritmusokat lehetett kikeverni. Később megkapta Sandy Nelson két lemezét, majd elkezdett érdeklődni a dobolás iránt. Első cuccára újságkihordóként kereste meg a pénzt, majd apja zenekarában kezdett játszani. Slágereket, bécsi keringőket, csacsacsát, játszottak. Steven szörnyen érezte magát, ezért hamarosan továbbállt.
1963-ban lett a Stangers nevű helyi együttes dobosa és énekese, de játszott a Dantes nevű formációban is. Míg a Stangers a Beatlest, addig a Dantes a Rolling Stonest utánozta.
A Stangers végül Strangeurs néven folytatta tovább. Hétvégenként egyre sikeresebb koncerteket adtak, és olyan zenekarokat néztek meg, mint az Animals, vagy a Rolling Stones, akiket 1965 májusában csíptek el New Yorkban. A zenekar a környék legsikeresebb zenekara lett, főleg miután Henry Smith lett a szervezőjük. Rolling Stones-, Beach Boys-, Kinks-, Byrds-, Yardbirds-számokat játszottak.
1965-ben a Rolling Stones még egyszer visszatért New Yorkba, ahol egy kisebb tömeg a Strangeurs tagjait hitte a Rolling Stonesnak, főleg Tyler erősen Mick Jaggerre hasonlító megjelenése miatt. A tömeg megrohamozta a Strangeurs tagjait, még a híradóban is szerepeltek.
Steven hosszú haja egyre több problémát okozott az iskolában, a fellépéseken is le kellett simítania a haját és be kellett igazítania a gallérja alá. 1966-ban a Byrds előtt játszhattak, ahol nagyobb sikert arattak, mint a főzenekar. Ekkor már Peter Agosta volt a menedzserük. Ezután már 150-200 dollárt kerestek egy-egy fellépésen.
Steven drogozása is egyre inkább beszédtéma lett a környéken, így a rendőrség beépített egy nyomozót abba a gimibe amibe Steven is járt. Végül sikerült lefülelnie, de Tyler végül megúszta egy év próbaidővel, valamint kirúgták a gimnáziumból.
1966 nyarán a Strangeurs telt ház előtt játszott a Georges Millsben épült Barnban. A közönség soraiban ott állt Joe Perry és Tom Hamilton is.
1966. július 24-én a Beach Boys előtt léptek fel, ahol Steven előadása annyira meggyőző volt, hogy a Beach Boys tagjai hívták meg bulizni. Ekkor Steve már egy jó ideje csak énekes volt, a zenekar állandó dobost talált. Steven ez idő tájt egy New York-i magániskolában tanult.
A Chain Reaction végül 1967. június 18-án feloszlott. 1967 szeptemberében megalakult a Chain, Steven újabb formációja. 1968 szeptemberében a zenekar Bostonba tette át székhelyét. Henry Smith átment egy újonnan alakult zenekarba, a Led Zeppelinbe mint John Bonham dobtechnikusa. 1969 januárjában a Led Zeppelin Bostonba érkezett. A koncert további erőt adott számára.
1969 nyarán kilátogatott a Woodstock fesztiválra, majd nem sokkal később Elyssa barátnőjével elment megnézni egy kezdő zenekart a Jam Bandet. A zenekar soraiban játszott Tom Hamilton és Joe Perry is. Steven számára annyira megtetszett az előadás, hogy elhatározta mindenképpen velük fog zenélni a jövőben.
1970-ben Steven egy William Proud nevű zenekarban énekelt, de a tagok amatőr hozzáállása miatt ez a történet sem tartott sokáig. Ekkor határozta el, hogy megkeresi a Jam Band tagjait. Így alakult meg az Aerosmith 1970-ben.

## 70-es évek
Steven az első fizetését, amit már az Aerosmith tagjaként kapott egy csomag LSD-re, egy üveg Boone Farm's italra és egy nagy csomag Zaloom pisztáciára költötte.
1971-ben a Humble Pie előtt játszhatott az Aerosmith. A klubkoncertek hatására Clive Davis szerződtette őket, a zenekar pedig elkészíthette első lemezét. A Variety így írt róla 1973-ban:
Steven Tyler az énekesük, fekete neccingbe és tarka harisnyába öltözve egyfolytában a csípőjét ringatja. A hangja erős, időnként süvöltésbe csap át. Rendszerint ő áll a figyelem központjában a színpadon.
A Toys in the Attic és a Rocks lemezek révén az Aerosmith világhírűvé vált, a Kiss mellett a legnépszerűbb amerikai rockegyüttes lett belőlük. A sikerek csúcsán Diana barátnőjével állandóan drogozott, ami a színpadi teljesítményén is egyre inkább meglátszott. 1976-ban ismerkedett össze Bebe Buell-lel, akitől egy Liv nevű gyereke született.
Ez idő tájt a Tuinalraállt, mit százas kiszerelésű dobozban vett.
1977 októberében a philadelphiai Spectrumban tartott koncerten egy színpadra dobott petárda megégette szaruhártyáját.
Előfordult, hogy 20 perccel a buli előtt öntudatlan állapotban találtam rá az öltözőjében. Odakint harmincezren várták a műsorukat, az én dolgom volt, hogy magához térítsem és helyrepofozzam. Ha két ujjamat mutattam neki, megesküdött rá, hogy ő négyet lát. A hátamon kellett felcipelni a színpadra, és úgy tálaltuk, mintha ez is a show része lenne.
Joe Perry kiválása után a zenekar életében egy kevésbé sikeres korszak kezdődött.

## 80-as évek
Steven feleségül vette Teresa Barrickot, akivel 2006-ban váltak el. Továbbra sem tudott leszokni a drogokról.
A drogok hatására nagyon csúnyán tudott viselkedni: ordítozott. Ilyenkor előbújt belőle a végtelenül önző, drogos rocksztár.
1982-ben bejelentkezett a Hazelden klinikára. Véget ért a Rock in a Hard Place album turnéja, így egy nyugodtabb időszak következett az életében, de hamarosan újra visszaesett drogos állapotába. Végül 1986-ban sikerült véglegesen kigyógyulnia betegségéből.
Joe Perry visszatért, az Aerosmith pedig újra elfoglalta régi pozícióját. Tylernak ekkoriban már nem a drogok hiányoztak, hanem, ahogy ő fogalmazott: Igazán megérdemlem, hogy annyit dugjak, amennyit csak bírok.

## 90-es, 2000-es évek
A 90-es évek elejére a zenekar már újra régi fényében tündökölt. 1994 februárjában a New York-i Ötödik sugárút presbiteriánus közösségének zsúfolásig telt templomában egyórás beszédet tartott a leszokásról, a megtisztulásáról. 1994-ben felléptek Woodstockban is, a The Times pedig "elbűvölő botsáskaként" jellemezte az énekest. A kritikusok, akik Steven Tylert Mick Jaggerhez hasonlították.
1995-ben szünetet tartottak, Steven a családjával Floridába utazott pihenni. 1996-ban Tim Collins a zenekar menedzsere megvádolta Stevent, hogy újra drogozik és azt állította, hogy elvesztette az önkontrollt, hogy teljesen eluralkodott rajta a szexmániája. Többször is összeült a zenekar és végül megváltak Timtől. 1997-ben újra turnézni indultak. 1998-ban a kanadai show alkalmával Steven szokás szerint belekezdett mikrofonállvány-pörgető dervistáncába, ám egyszer csak kicsúszott a kezéből az állvány és csatabárdként vágódott bele a térdébe. A baleset nemcsak a koncert, de a turné végét is jelentette.
2003-ban a Berklee College of Music a zene díszdoktorává avatta. 2003-ban beiktatta az AC/DC-t a Rock and Roll Hírességek Csarnokába. Brian Johnsonnal a You Shook Me All Night Long c. számot énekelte el. 2004-ben énekelt az A Polar Express c. film egyik betétdalában. 2005-ben több projektben is részt vett, többek között dolgozott Carlos Santana oldalán is (Just Feel Better). 2006-ban műteni kellett torkát, majd duettet énekelt Keith Andersonnal. 2007-ben 19 országot érintő turnéra indult az Aerosmith élén.
2008. július 14-én meghalt édesanyja, Susan Ray Tallarico. Szintén ez évben vendégeskedett Billy Joel és a Trans-Siberian Orchestra koncertjein is.
Pletykák látnak napvilágot, hogy a Led Zeppelin turnéra indulna Steven Tylerrel. 2009 augusztusában egy koncert alkalmával leesett a színpadról, a turné többi állomását törölni kellett.
A Hohner cég Steven Tyler nevével fémjelzett szájharmonikákat dobott piacra.

## Diszkográfia

### Stúdióalbumok
- 1973 Aerosmith #21 US
- 1974 Get Your Wings #74 US
- 1975 Toys in the Attic #11 US
- 1976 Rocks #3 US
- 1977 Draw the Line #11 US
- 1978 Live Bootleg #13 US
- 1979 Night in the Ruts #14 US
- 1980 Greatest Hits #53 US
- 1982 Rock in a Hard Place #32 US
- 1985 Done with Mirrors #36 US
- 1986 Classics Live! #84 US
- 1987 Classics Live! Vol. 2
- 1987 Permanent Vacation #11 US, #37 UK
- 1988 Gems #133 US
- 1989 Pump #5 US, #3 UK
- 1991 Pandora's Box #45 US
- 1993 Get a Grip #1 US, #2 UK
- 1994 Big Ones #6 US, #7 UK
- 1997 Nine Lives #1 US, #4 UK
- 1998 A Little South of Sanity #12 US, #36 UK
- 2001 Just Push Play #2 US, #7 UK
- 2001 Young Lust: The Aerosmith Anthology #191 US, #32 UK
- 2002 O, Yeah! The Ultimate Aerosmith Hits #4 US, #6 UK
- 2004 Honkin' on Bobo #5 US, #28 UK
- 2005 Rockin' the Joint #24 US
- 2005 Chronicles
- 2012 Music from Another Dimension!

### Kislemezek
- 1975 Sweet Emotion #36 US Billboard Hot
- 1976 Dream On #6 US Billboard Hot
- 1976 Last Child #21 US Billboard Hot
- 1976 Home Tonight #71 US Hot
- 1977 Walk This Way #10 US Billboard Hot
- 1977 Mama Kin
- 1977 Back in the Saddle #38 US Billboard Hot
- 1977 Draw the Line #42 US Billboard Hot
- 1978 Come Together #23 US Billboard Hot
- 1978 King and Queens #70 US Billboard Hot
- 1985 Let the Music Do the Talking #18 US Rock
- 1986 Sheila #20 US Rock
- 1986 Walk This Way (közreműködő: Run D.M.c.) #8 UK
- 1987 Dude (Looks Like a Lady) #14 US Billboard Hot, #4 US Rock
- 1987 Rag Doll #12 US Rock
- 1987 Hangman Jury #14 US Rock
- 1988 Dude (Looks Like a Lady) #41 US Dance
- 1988 Angel #3 US Billboard Hot, #2 US Rock
- 1988 Rag Doll #17 US Billboard Hot
- 1989 Chip Away the Stone #13 US Rock
- 1989 Love in an Elevator #5 US Billboard Hot, #1 US Rock, #13 UK
- 1989 Janie's Got a Gun #2 US Rock
- 1990 Dude (Looks Like a Lady) #20 UK
- 1990 Janie's Got a Gun #4 US Billboard Hot
- 1990 What It Takes #9 US Billboard Hot, #1 US Rock, #10 UK
- 1990 Monkey on My Back #17 US Rock
- 1990 The Other Side #22 US Billboard Hot, #1 US Rock
- 1990 F.I.N.E. #14 US Rock
- 1991 Sweet Emotion #36 US Rock
- 1991 Helter Skelter #21 US Rock
- 1993 Eat the Rich #5 US Rock, #34 UK
- 1993 Livin' on the Edge #18 US Billboard Hot, #1 US Rock, #19 UK
- 1993 Fever #5 US Rock
- 1993 Cryin' #12 US Billboard Hot, #1 US Rock, #17 UK
- 1993 Amazing #3 US Rock
- 1994 Amazing #24 US Billboard Hot
- 1994 Shut Up and Dance #24 UK
- 1994 Crazy #17 US Billboard Hot, #7 US Rock, #23 UK
- 1994 Dueces Are Wild #1 US Rock
- 1994 Blind Man #48 US Billboard Hot, #3 US Rock
- 1995 Walk on Water #16 US Rock
- 1997 Nine Lives #37 US Rock
- 1997 Falling in Love (Is Hard on the Knees) #35 US Billboard Hot, #1 US Rock, #22 UK
- 1997 Hole in My Soul #51 US Billboard Hot, #4 US Rock, #29 UK
- 1997 Pink #1 US Rock, #38 UK
- 1998 Pink #27 US Billboard Hot
- 1998 Taste of India #3 US Rock
- 1999 Pink #13 UK
- 1998 I Don't Want to Miss a Thing #1 US Billboard Hot, #4 US Rock, #4 UK
- 1998 What Kind of Love Are You On #4 US Rock
- 2000 Angel's Eye #4 US Rock
- 2001 Jaded #7 US Billboard Hot, #1 US Rock, #13 UK
- 2001 Just Push Play #10 US Rock
- 2001 Sunshine #23 US Rock
- 2002 Girls of Summer #25 US Rock
- 2004 Baby, Please Don't Go #7 US Rock
- 2010 Love Lives

### Más előadókkal
| Év   | Dal                                            | Előadó                                              | Album                                        |
| ---- | ---------------------------------------------- | --------------------------------------------------- | -------------------------------------------- |
| 1986 | "Walk This Way"                                | Run-D.M.C. featuring Steven Tyler and Joe Perry     | Raising Hell                                 |
| 1988 | "Wild Thing"                                   | Sam Kinison; guest performers include Steven Tyler  | Have You Seen Me Lately?                     |
| 1989 | Various tracks                                 | Alice Cooper; guest performers include Steven Tyler | Trash                                        |
| 1989 | "Slice of Your Pie"                            | Mötley Crüe; guest performers include Steven Tyler  | Dr. Feelgood                                 |
| 1989 | "Sticky Sweet"                                 | Mötley Crüe; guest performers include Steven Tyler  | Dr. Feelgood                                 |
| 2001 | "Misery"                                       | Pink featuring Steven Tyler and Richie Sambora      | Missundaztood                                |
| 2002 | "Sing for the Moment"                          | Eminem featuring Steven Tyler and Joe Perry         | The Eminem Show                              |
| 2004 | "I'm a King Bee"                               | Steven Tyler and Joe Perry                          | Lightning in a Bottle Soundtrack             |
| 2005 | "Just Feel Better"                             | Santana featuring Steven Tyler                      | All That I Am                                |
| 2006 | "Three Chord Country and American Rock & Roll" | Keith Anderson featuring Steven Tyler               | Three Chord Country and American Rock & Roll |
| 2006 | "Roots, Rock Raggae"                           | Bob Marley featuring Steven Tyler                   | Chant Down Babylon                           |